# Firepower (음반)
《Firepower》는 영국의 헤비 메탈 밴드 주다스 프리스트의 열여덟 번째 스튜디오 음반이다. 2018년 3월 9일에 발매된 이 음반은 1988년의 《Ram It Down》 이후 톰 알롬이 프로듀싱한 이 밴드의 첫 번째 스튜디오 음반이자 앤디 스냅이 공동 프로듀서로 참여한 첫 번째 음반이다. 이 음반은 발매 첫 주 만에 미국에서 약 49,000장이 팔렸고, 빌보드 200 차트에서 5위로 데뷔하여 미국에서 이 밴드의 가장 높은 차트인 음반이 되었다. 이 음반은 또한 영국에서 5위에 오르며 《British Steel》 이후 영국에서 첫 톱 10 음반이 되었다. 뮤직 비디오는 〈Lightning Strike〉, 〈Spectre〉, 〈No Surrender〉를 위해 만들어졌다. 가사 비디오는 〈Never the Heroes〉를 위해 만들어졌다. 이 음반은 또한 세 개의 싱글 음반을 제작했다.

## 배경
2015년 11월, Reverb.com과의 인터뷰에서 리치 폴크너는 주다스 프리스트가 2016년에 새 음반 작업을 시작할 것이라고 말했다. 2016년 4월, 라우드와이어는 롭 핼퍼드, 글렌 팁톤, 폴크너 자신이 스튜디오에 있는 사진을 올렸는데, 핼퍼드는 라디오 인터뷰에서 음반이 2017년 초까지 도착할 것이라고 말했다. 핼퍼드는 이전 음반인 《Redeemer of Souls》와 비슷한 음반을 만드는 것에 불만을 표했다. 이 밴드는 2017년 3월 음반 녹음을 시작하기 위해 스튜디오에 들어갔고, 2017년 6월에 음반을 제작할 알롬과 스냅을 영입했다.

## 반응
| 전문가 평가      | 전문가 평가 |
| 총 점수          | 총 점수     |
| 출처             | 점수        |
| ---------------- | ----------- |
| AnyDecentMusic?  | 7.1/10      |
| 메타크리틱       | 77/100      |
| 평가 점수        |             |
| 출처             | 점수        |
| AllMusic         | [ 16 ]      |
| Blabbermouth.net | 9/10        |
| Classic Rock     | [ 18 ]      |
| Clash            | 8/10        |
| Exclaim!         | 5/10        |
| The Guardian     | [ 21 ]      |
| Metal Hammer     | 9/10        |
| Metal Storm      | 8.3/10      |
| PopMatters       | 7/10        |
| Record Collector | [ 25 ]      |

《Firepower》는 음악 비평가들로부터 대체적으로 긍정적인 평가를 받았다. 주류 비평가들의 리뷰에 100점 만점에 정규화된 평점을 부여하는 메타크리틱에서 이 음반은 11개의 리뷰를 기반으로 평균 77점을 받아 "대체적으로 호평"을 나타냈다. 50개 이상의 미디어 소스의 비판적 리뷰를 수집하는 AnyDecentMusic?에서 이 음반은 10개의 리뷰를 기반으로 10점 만점에 7.1점을 받았다. 이 음반은 여러 출판사의 2018년 최고의 음반 목록과 최고의 메탈 음반 목록에 올랐다.

## 곡 목록
모든 곡들은 글렌 팁톤, 롭 핼퍼드 그리고 리치 폴크너에 의해 작사/작곡하였다.
| #   | 제목                    | 재생 시간 |
| --- | ----------------------- | --------- |
| 1.  | 〈Firepower〉           | 3:27      |
| 2.  | 〈Lightning Strike〉    | 3:29      |
| 3.  | 〈Evil Never Dies〉     | 4:23      |
| 4.  | 〈Never the Heroes〉    | 4:23      |
| 5.  | 〈Necromancer〉         | 3:33      |
| 6.  | 〈Children of the Sun〉 | 4:00      |
| 7.  | 〈Guardians (기악)〉    | 1:06      |
| 8.  | 〈Rising from Ruins〉   | 5:23      |
| 9.  | 〈Flame Thrower〉       | 4:34      |
| 10. | 〈Spectre〉             | 4:24      |
| 11. | 〈Traitors Gate〉       | 5:43      |
| 12. | 〈No Surrender〉        | 2:54      |
| 13. | 〈Lone Wolf〉           | 5:09      |
| 14. | 〈Sea of Red〉          | 5:51      |